# 601
601 (DCI) fue un año común comenzado en domingo del calendario juliano, en vigor en aquella fecha.
Es el primer año del siglo VII.

## Acontecimientos
- Liuva II sucede a Recaredo en el trono visigodo tras la muerte de este.
- El papa Gregorio I envía a varios monjes a Inglaterra para ayudar a Agustín de Canterbury con su trabajo misionario.

## Nacimientos
- Sigeberto II, rey de Austrasia y Borgoña.

## Fallecimientos
- Recaredo, rey de los visigodos de Hispania.
- David, santo patrono de Gales.